# The Beatles-diszkográfia
A The Beatles 1963 és 1970 között – mindössze hét év alatt – tizenhárom albumot jelentetett meg. A diszkográfia néhány részlete eléggé zavaros az egymástól különböző brit és amerikai kiadások miatt.

## Háttér
Az első négy Beatles-album különbségének oka kiadásuk helye. Az USA-ban megjelent albumok hangminősége rosszabb volt és a rajtuk hallható dalok is különböztek a brit kiadásoktól. Bár az Egyesült Királyságban az első négy album mono és sztereó változata egyaránt megjelent, akkoriban ott a sztereó lemezjátszók ritkaságnak számítottak. Emiatt George Martin és a Beatles sokkal többet foglalkozott a mono keverésekkel. A Capitol sok korai dalukat újrakeverte – álsztereóra: egyik oldalon a basszus szólt, a másik oldalon a többi, ehhez pedig jó adag visszhangot is adtak; a hallgatók egyszerűen nem nagyon szerették. A Rubber Soul amerikai kiadása viszont rengeteg rajongóra talált az évek során. Az "I've Just Seen a Face" és az "It's Only Love" használata a "Drive My Car", a "Nowhere Man", a "What Goes On" és az "If I Needed Someone" helyett egy különleges, folkos hangulatot ad az albumnak.

## Brit kiadású albumok

### Stúdióalbumok
- Please Please Me – 1963. március 22.
- With the Beatles – 1963. november 22.
- A Hard Day’s Night – 1964. július 10.
- Beatles for Sale – 1964. december 4.
- Help! – 1965. augusztus 6.
- Rubber Soul – 1965. december 3.
- Revolver – 1966. augusztus 5.
- Sgt. Pepper’s Lonely Hearts Club Band – 1967. június 1.
- Magical Mystery Tour - 1967. december 8.
- The Beatles (White Album) – 1968. november 22.
- Yellow Submarine – 1969. január 17.
- Abbey Road – 1969. szeptember 26.
- Let It Be – 1970. május 8.

### Válogatásalbumok és más kiadások
- A Collection of Beatles' Oldies – 1966. december 10.
- 1962–1966 ("Red Album") és 1967–1970 ("Blue Album") – 1973. április 19.

Két dupla válogatásalbum, a vörös borító fényképe a Please Please Me-n látható, a kéké, amely ennek a felújítása, 1969-ben készült, eredetileg a Get Back című albumhoz, amely később Let It Be címmel jelent meg.
- Rock 'n' Roll Music – 1976. június 10.
- Magical Mystery Tour – 1976. november 19.

Az amerikai album hivatalos brit kiadása. Minden dala igazi sztereó, CD-n való megjelenésekor a hivatalos katalógus része lett. Annak ellenére, hogy az USA-ból importálták, 1968-ban a 31. helyet érte el.
- The Beatles at the Hollywood Bowl – 1977. május 6.

A Hollywood Bowl-ban adott koncertek 1964. augusztus 23. és 1965. augusztus 30. között.
- Love Songs, 1977. november 19.
- Rarities, 1978. december 2. (B-oldali dalok németül, például "Sie Liebt Dich" és "Komm Gib Mir Deine Hand")
- The Beatles' Ballads, 1980. október 13.
- Reel Music, 1982. március 29. (Beatles filmek zenéjéből)
- 20 Greatest Hits, 1982. október 18.
- Past Masters, Volume One, 1988. március 7. (nagylemezre nem került dalok 1962-1965-ből)
- Past Masters, Volume Two, 1988. március 7. (nagylemezre nem került dalok 1965-1970-ből)
- Live at the BBC, 1994. november 30. (69 dal, amit a Beatles különböző BBC rádióadásokban adott elő)
- Anthology 1, 1995. november 21. (korai stúdió- és koncertfelvételek, demók, lemezre nem került anyagok 1958-1964-ből és az első „új” Beatles dalok az együttes 1970-es feloszlása óta)
- Anthology 2, 1996. március 18. (kiadatlan felvételek, koncertfelvétlek, demók 1965- 1968-ból)
- Anthology 3, 1996. október 28. (kiadatlan felvételek, koncertfelvétlek, demók 1968-tól a feloszlásig)
- Yellow Submarine Songtrack, 1999. szeptember 13.
- The Beatles 1, 2000. november 13. (A Beatles listavezető számai, amelyek első helyet értek el a Billboard [US] és/vagy a Melody Maker [UK] listáin; 27 szám található rajta)

## Karácsonyi albumok
- The Beatles Christmas Record – 1963. december 6.
- Another Beatles Christmas Record – 1964. december 18.
- The Beatles Third Christmas Record – 1965. december 17.
- Pantomime: Everywhere It's Christmas – 1966. december 16.
- Christmas Time is Here Again! – 1967. december 15.
- Christmas 1968 – 1968. december 20.
- The Beatles Seventh Christmas Record – 1969. december 19.

## Amerikai kiadású albumok
Az Egyesült Államokban a Beatles albumait átrendezték, átnevezték és újramixelték. Néhány csaknem azonos az angol verzióval és leggyakrabban egy vagy két dalban különböznek. Néhányra máshol már szereplő számok is kerültek, így az amerikai rajongók, akik a Beatles teljes életművét szerették volna megvásárolni, nehéz helyzetben voltak. 1967-től minden amerikai kiadás megegyezett a brittel. Ezek a fontosabb amerikai kiadások:

### Stúdióalbumok
- Introducing… The Beatles – 1963. július 22.
- Meet the Beatles – 1964. január 20.

A Beatles első „hivatalos” amerikai albuma a Capitol Records kiadásában.
- The Beatles' Second Album – 1964. április 10.
- A Hard Day’s Night – 1964. június 26.
- Something New – 1964. július 20.
- The Beatles' Story – 1964. november 23.
- Beatles '65 – 1964. december 15.
- The Early Beatles – 1965. március 22.
- Beatles VI – 1965. június 14.
- Help! – 1965. augusztus 13.
- Rubber Soul – 1965. december 6.
- "Yesterday"… and Today – 1966. június 20.
- Revolver – 1966. augusztus 8.
- Sgt. Pepper’s Lonely Hearts Club Band – 1967. június 2.
- Magical Mystery Tour – 1967. november 27.
- The Beatles (White Album) – 1968. november 25.
- Yellow Submarine – 1969. január 13.
- Abbey Road – 1969. október 1.
- Hey Jude – 1970. február 26.
- Let It Be – 1970. május 18.

## Középlemezek

### Brit kiadású középlemezek
- Twist and Shout – 1963. július 12.
- The Beatles' Hits – 1963. szeptember 6.
- The Beatles (No. 1) – 1963. november 1.
- All My Loving – 1964. február 7.
- Long Tall Sally – 1964. június 19.
- Extracts from the Film A Hard Day's Night – 1964. november 6.
- Extracts from the Album A Hard Day's Night – 1964. november 6.
- Beatles for Sale – 1965. április 6.
- Beatles for Sale (No. 2) – 1965. június 4.
- The Beatles' Million Sellers – 1965. december 6.
- Yesterday – 1966. március 4.
- Nowhere Man – 1966. július 8.
- Magical Mystery Tour – 1967. december 8.
- The Beatles – 1981. december 7.
- Baby It's You – 1995. március 6.

## Kislemezek

### Brit kiadású kislemezek
- "My Bonnie"/"The Saints" – 1962. január 5. (Tony Sheridan & The Beatles)
- "Love Me Do"/"P.S. I Love You" – 1962. október 5.
- "Please Please Me"/"Ask Me Why" – 1963. január 11.
- "From Me to You"/"Thank You Girl" – 1963. április 11.
- "She Loves You"/"I'll Get You" – 1963. augusztus 23.
- "I Want to Hold Your Hand"/"This Boy" – 1963. november 29.
- "Can’t Buy Me Love"/"You Can't Do That" – 1964. március 20.
- "A Hard Day's Night"/"Things We Said Today" – 1964. július 10.
- "I Feel Fine"/"She's a Woman" – 1964. november 27.
- "Ticket to Ride"/"Yes It Is" – 1965. április 9.
- "Help!"/"I’m Down" – 1965. július 23.
- "We Can Work It Out"/"Day Tripper" – 1965. december 3.
- "Paperback Writer"/"Rain" – 1966. június 10.
- "Yellow Submarine"/"Eleanor Rigby" – 1966. augusztus 5.
- "Penny Lane"/"Strawberry Fields Forever" – 1967. február 17.
- "All You Need is Love"/"Baby You’re a Rich Man" – 1967. július 7.
- "Hello, Goodbye"/"I Am the Walrus" – 1967. november 24.
- "Lady Madonna"/"The Inner Light" – 1968. március 15.
- "Hey Jude"/"Revolution" – 1968. augusztus 30.
- "Get Back"/"Don't Let Me Down" – 1969. április 11.
- "The Ballad of John and Yoko"/"Old Brown Shoe" – 1969. május 30.
- "Something"/"Come Together" – 1969. október 31.
- "Let It Be"/"You Know My Name (Look Up the Number)" – 1970. március 6.
- "Back in the USSR"/"Twist and Shout" – 1976. június 25.
- "Sgt. Pepper's Lonely Hearts Club Band"/"With a Little Help from My Friends"/"A Day in the Life" – 1978. szeptember 30.
- "The Beatles Movie Medley"/"I'm Happy Just to Dance with You" – 1982. május 24.
- "Free as a Bird"/"Christmas Time (Is Here Again)" – 1995. december 5.
- "Real Love"/"Baby's in Black" – 1996. március 6.

### Amerikai kiadású kislemezek
- "My Bonnie"/"The Saints" – 1962. április 23. (Tony Sheridan & The Beatles)
- "Please Please Me"/"Ask Me Why" – 1963. február 25.
- "From Me to You"/"Thank You Girl" – 1963. május 27.
- "She Loves You"/"I'll Get You" – 1963. szeptember 16.
- "I Want to Hold Your Hand"/"I Saw Her Standing There" – 1963. december 26.
- "Please Please Me"/"From Me to You" – 1964. január 30.
- "Twist and Shout"/"There's a Place" – 1964. március 2.
- "Can’t Buy Me Love"/"You Can't Do That" – 1964. március 16.
- "Do You Want to Know a Secret"/"Thank You Girl" – 1964. március 23.
- "Love Me Do"/"P.S. I Love You" – 1964. április 27.
- "Sie Liebt Dich"/"I'll Get You" – 1964. május 21.
- "A Hard Day's Night"/"I Should Have Known Better" – 1964. július 13.
- "I'll Cry Instead"/"I'm Happy Just to Dance with You" – 1964. július 20.
- "And I Love Her"/"If I Fell" – 1964. július 20.
- "Matchbox"/"Slow Down" – 1964. augusztus 24.
- "I Feel Fine"/"She's a Woman" – 1964. november 23.
- "Eight Days a Week"/"I Don't Want to Spoil the Party" – 1965. február 15.
- "Ticket to Ride"/"Yes It Is" – 1965. április 19.
- "Help!"/"I’m Down" – 1965. július 19.
- "Yesterday"/"Act Naturally" – 1965. szeptember 13.
- "We Can Work It Out"/"Day Tripper" – 1965. december 6.
- "Nowhere Man"/"What Goes On" – 1966. február 21.
- "Paperback Writer"/"Rain" – 1966. május 30.
- "Yellow Submarine"/"Eleanor Rigby" – 1966. augusztus 8.
- "Penny Lane"/"Strawberry Fields Forever" – 1967. február 13.
- "All You Need is Love"/"Baby You’re a Rich Man" – 1967. július 17.
- "Hello, Goodbye"/"I Am the Walrus" – 1967. november 27.
- "Lady Madonna"/"The Inner Light" – 1968. március 18.
- "Hey Jude"/"Revolution" – 1968. augusztus 26.
- "Get Back"/"Don't Let Me Down" – 1969. május 5.
- "The Ballad of John and Yoko"/"Old Brown Shoe" – 1969. június 4.
- "Something"/"Come Together" – 1969. október 6.
- "Let It Be"/"You Know My Name (Look Up the Number)" – 1970. március 11.
- "The Long and Winding Road"/"For You Blue" – 1970. május 11.
- "Got to Get You into My Life"/"Helter Skelter" – 1976. május 21.
- "Ob-La-Di, Ob-La-Da"/"Julia" – 1976. november 8.
- "Sgt. Pepper's Lonely Hearts Club Band"/"With a Little Help from My Friends"/"A Day in the Life" – 1978. augusztus 14.
- "The Beatles Movie Medley"/"I'm Happy Just to Dance with You" – 1982. március 22.
- "Free as a Bird"/"Christmas Time (Is Here Again)" – 1995. december 12.
- "Real Love"/"Baby's in Black" – 1996. március 6.

## Filmográfia
- A Hard Day's Night – 1964
- Help! – 1965
- Magical Mystery Tour – 1967
- Yellow Submarine (animációs film) – 1968
- Let It Be – 1970